# Campeonato Uruguaio de Futebol de 1998
O Campeonato Uruguaio de Futebol de 1998 foi a 67ª edição da era profissional do Campeonato Uruguaio. A competição ocorreu no formato de Apertura e Clausura, onde as equipes se enfrentaram em ambos os torneios no sistema de todos contra todos, em um único turno. Os vencedores de cada torneio se enfrentariam na decisão, mas como o Nacional venceu ambos, sagrou-se campeão.

## Classificação

### Torneio Apertura
O Torneio Apertura começou em 14 de março e terminou em 7 de junho.
| Pos | Equipe               | Pts | J  | V | E | D | GP | GC | SG |
| --- | -------------------- | --- | -- | - | - | - | -- | -- | -- |
| 1º  | Nacional             | 27  | 11 | 9 | 0 | 2 | 32 | 14 | 18 |
| 2º  | Bella Vista          | 20  | 11 | 5 | 5 | 1 | 10 | 7  | 3  |
| 3º  | Peñarol              | 18  | 11 | 6 | 0 | 5 | 15 | 14 | 1  |
| 4º  | Defensor Sporting    | 16  | 11 | 4 | 4 | 3 | 14 | 12 | 2  |
| 5º  | River Plate          | 14  | 11 | 4 | 2 | 5 | 22 | 20 | 2  |
| 6º  | Montevideo Wanderers | 14  | 11 | 3 | 5 | 3 | 14 | 15 | -1 |
| 7º  | Rampla Juniors       | 13  | 11 | 3 | 4 | 4 | 10 | 13 | -3 |
| 8º  | Rentistas            | 12  | 11 | 2 | 6 | 3 | 10 | 12 | -2 |
| 9º  | Villa Española       | 12  | 11 | 3 | 3 | 5 | 9  | 11 | -2 |
| 10º | Huracán Buceo        | 11  | 11 | 2 | 5 | 4 | 15 | 19 | -4 |
| 11º | Danubio              | 11  | 11 | 3 | 2 | 6 | 11 | 18 | -7 |
| 12º | Liverpool            | 10  | 11 | 2 | 4 | 5 | 7  | 14 | -7 |

|  | Campeão do Torneio Apertura. |

### Torneio Clausura
O Torneio Clausura começou em 1º de agosto e terminou em 18 de outubro.
| Pos | Equipe               | Pts | J  | V | E | D | GP | GC | SG  |
| --- | -------------------- | --- | -- | - | - | - | -- | -- | --- |
| 1º  | Nacional             | 23  | 11 | 7 | 2 | 2 | 19 | 8  | 11  |
| 2º  | Rentistas            | 22  | 11 | 6 | 4 | 1 | 9  | 3  | 6   |
| 3º  | River Plate          | 19  | 11 | 5 | 4 | 2 | 21 | 11 | 10  |
| 4º  | Peñarol              | 19  | 11 | 6 | 1 | 4 | 25 | 20 | 5   |
| 5º  | Danubio              | 19  | 11 | 5 | 4 | 2 | 12 | 7  | 5   |
| 6º  | Bella Vista          | 15  | 11 | 3 | 6 | 2 | 14 | 10 | 4   |
| 7º  | Defensor Sporting    | 13  | 11 | 2 | 7 | 2 | 12 | 14 | -2  |
| 8º  | Liverpool            | 11  | 11 | 2 | 5 | 4 | 6  | 10 | -4  |
| 9º  | Huracán Buceo        | 11  | 11 | 3 | 2 | 6 | 10 | 16 | -6  |
| 10º | Rampla Juniors       | 11  | 11 | 3 | 2 | 6 | 10 | 18 | -8  |
| 11º | Villa Española       | 10  | 11 | 2 | 4 | 5 | 13 | 18 | -5  |
| 12º | Montevideo Wanderers | 3   | 11 | 0 | 3 | 8 | 8  | 24 | -16 |

|  | Campeão do Torneio Clausura. |

### Tabela acumulada
| Pos | Equipe               | Pts | J  | V  | E  | D  | GP | GC | SG  |
| --- | -------------------- | --- | -- | -- | -- | -- | -- | -- | --- |
| 1º  | Nacional             | 50  | 22 | 16 | 2  | 4  | 51 | 22 | 29  |
| 2º  | Peñarol              | 37  | 22 | 12 | 1  | 9  | 40 | 34 | 6   |
| 3º  | Bella Vista          | 35  | 22 | 8  | 11 | 3  | 24 | 17 | 7   |
| 4º  | Rentistas            | 34  | 22 | 8  | 10 | 4  | 19 | 15 | 4   |
| 5º  | River Plate          | 33  | 22 | 9  | 6  | 7  | 43 | 31 | 12  |
| 6º  | Danubio              | 30  | 22 | 8  | 6  | 8  | 23 | 25 | -2  |
| 7º  | Defensor Sporting    | 29  | 22 | 6  | 11 | 5  | 26 | 26 | 0   |
| 8º  | Rampla Juniors       | 24  | 22 | 6  | 6  | 10 | 20 | 31 | -11 |
| 9º  | Villa Española       | 22  | 22 | 5  | 7  | 10 | 22 | 29 | -7  |
| 10º | Huracán Buceo        | 22  | 22 | 5  | 7  | 10 | 25 | 35 | -10 |
| 11º | Liverpool            | 21  | 22 | 4  | 9  | 9  | 13 | 24 | -11 |
| 12º | Montevideo Wanderers | 17  | 22 | 3  | 8  | 11 | 22 | 39 | -17 |

|  | Campeão uruguaio e classificado à Libertadores de 1999. |
|  | Classificados à Liguilla Pré-Libertadores.              |

### Tabela de descenso
A tabela de descenso consistiu na soma dos pontos da temporada atual e das duas anteriores.
| Pos | Equipe               | Pts | 1998 | 1997 | 1996 |
| --- | -------------------- | --- | ---- | ---- | ---- |
| 1º  | Nacional             | 136 | 50   | 40   | 46   |
| 2º  | Peñarol              | 119 | 37   | 44   | 38   |
| 3º  | Defensor Sporting    | 112 | 29   | 39   | 44   |
| 4º  | Bella Vista[1]       | 105 | 35   | —    | —    |
| 5º  | River Plate          | 98  | 33   | 41   | 24   |
| 6º  | Huracán Buceo        | 86  | 22   | 28   | 36   |
| 7º  | Rentistas[2]         | 84  | 34   | 22   | —    |
| 8º  | Danubio              | 83  | 30   | 17   | 36   |
| 9º  | Liverpool            | 80  | 21   | 37   | 22   |
| 10º | Rampla Juniors       | 79  | 24   | 23   | 32   |
| 11º | Villa Española[1]    | 66  | 22   | —    | —    |
| 12º | Montevideo Wanderers | 66  | 17   | 25   | 24   |

1 ^  Bella Vista e Villa Española tiveram seus pontos multiplicados por 3, já que não participaram da Primeira Divisão nas temporadas de 1996 e 1997.
2 ^  O Rentistas teve seus pontos multiplicados por 1.5, já que participou da Primeira Divisão na temporada de 1996.
|  | Disputa os playoffs de acesso e descenso. |
|  | Rebaixados à Segunda Divisão.             |

Promovidos para a próxima temporada: Cerro e Frontera Rivera.

## Playoffsde acesso e descenso

### Primeira partida
| {{{data}}} | Deportivo Maldonado | 2 – 3                         | Rampla Juniors |  |
|            |                     | data = 14 de novembro de 1998 |                |  |

### Segunda partida
| {{{data}}} | Rampla Juniors | 1 – 3                         | Deportivo Maldonado |  |
|            |                | data = 18 de novembro de 1998 |                     |  |

### Terceira partida
| {{{data}}} | Rampla Juniors | 1 – 1                         | Deportivo Maldonado | Estádio Centenário, Montevidéu |
|            |                | data = 21 de novembro de 1998 |                     |                                |

|  |       | Penalidades |
|  | 6 – 5 |             |

O Rampla Juniors permaneceu na Primeira Divisão e o Deportivo Maldonado foi autorizado a disputar a Primeira Divisão na temporada de 1999.

## Liguilla Pré-Libertadores da América
A Liguilla Pré-Libertadores da América de 1998 foi a 25ª edição da história da Liguilla Pré-Libertadores, competição disputada entre as temporadas de 1974 e 2008–09, a fim de definir quais seriam os clubes representantes do futebol uruguaio nas competições da CONMEBOL. O torneio de 1998 consistiu em uma competição com um turno, no sistema de todos contra todos. Como Bella Vista e Peñarol empataram em número de pontos, foi jogada uma partida final para decidir quem venceria a Liguilla Pré-Libertadores. O campeão foi o Bella Vista, que venceu o Peñarol por 1 a 0 na final e obteve seu 1º título da Liguilla.

### Classificação da Liguilla
| Pos | Equipe         | Pts | J | V | E | D | GP | GC | SG |
| --- | -------------- | --- | - | - | - | - | -- | -- | -- |
| 1º  | Bella Vista    | 7   | 3 | 2 | 1 | 0 | 4  | 1  | 3  |
| 2º  | Peñarol        | 7   | 3 | 2 | 1 | 0 | 4  | 1  | 3  |
| 3º  | Rentistas[1]   | 3   | 3 | 1 | 0 | 2 | 3  | 3  | 0  |
| 4º  | River Plate[1] | 0   | 3 | 0 | 0 | 3 | 1  | 7  | -6 |

1 ^  Rentistas e River Plate classificaram-se à Copa CONMEBOL de 1999, mas acabaram não disputando a mesma e o futebol uruguaio ficou sem representantes na competição sul-americana.
|  | Disputam a final da Liguilla valendo vaga à Libertadores de 1999. |
|  | Classificados à Copa CONMEBOL de 1999.                            |

### Final da Liguilla
| {{{data}}} | Bella Vista     | 1 – 0                         | Peñarol | Estádio Centenário, Montevidéu |
|            | Pilipauskas 66' | data = 24 de novembro de 1998 |         |                                |

## Premiação
| Campeonato Uruguaio de 1998   |
| ----------------------------- |
| Nacional Campeão (36º título) |